# Орляк (рід)
Орляк (Myliobatis) — рід скатів родини Орлякові. Має 11 видів.

## Опис
Доволі великі скати. Загальна довжина представників цього роду може коливатися від 1,1 до 1,8 м. За будовою є типовими представниками своєї родини. У цих скатів грудні плавці звужуються або перериваються в передній частині на рівні очей, так що голова чітко виділяється попереду диска. Грудні плавці мають трикутну форму. Водночас передні виступи грудних плавців з'єднуються один з одним під вершиною рила, утворюючи своєрідний виступ, що нагадує качиний дзьоб. Зуби знаходяться на верхній та нижній щелепах. Розташовані у 7 рядків на кожній щелепі. На губі розташовані зморшки. Диск у цих скатів має ромбічну форму, тому що кінці грудних плавців загострені. Хвіст дуже довгий, схожий на тонкий батіг і озброєний у деяких видів зазубреними голками.
Забарвлення спини зазвичай темних кольорів- коричневого, чорного з різними відтінками. Черево — білувате, бежеве або жовтувате.

## Спосіб життя
Тримаються невеликих глибин, мілини. Живляться переважно різними молюсками, ракоподібними та дрібною рибою.
Це яйцеживородні скати. Самиці деякий час виношують ембріони.

## Розповсюдження
Мешкають в Атлантичному океані.

## Види
- Myliobatis aquila  Linnaeus, 1758 — Орляк звичайний
- Myliobatis australis  MacLeay, 1881
- Myliobatis californica  Gill, 1865
- Myliobatis chilensis  Philippi, 1892
- Myliobatis freminvillei  Lesueur, 1824
- Myliobatis goodei  Garman, 1885
- Myliobatis hamlyni  Ogilby, 1911
- Myliobatis longirostris  Applegate & Fitch, 1964
- Myliobatis peruvianus  Garman, 1913
- Myliobatis tenuicaudatus  Hector, 1877
- Myliobatis tobijei  Bleeker, 1854